# Sineugraphe sinica
Sineugraphe sinica är en fjärilsart som beskrevs av Charles Boursin 1948. Sineugraphe sinica ingår i släktet Sineugraphe och familjen nattflyn. Inga underarter finns listade i Catalogue of Life.